# Hronská Dúbrava
Hronská Dúbrava és un poble i municipi d'Eslovàquia. Es troba a la regió de Banská Bystrica.

## Història
La primera menció escrita de la vila es remunta al 1388.

## Demografia
| Godina             | 1994 | 2004   | 2014   | 2024   |
| ------------------ | ---- | ------ | ------ | ------ |
| Nombre de persones | 392  | 412    | 415    | 419    |
| Diferència         |      | +5,10% | +0,72% | +0,96% |

| Godina             | 2023 | 2024   |
| ------------------ | ---- | ------ |
| Nombre de persones | 424  | 419    |
| Diferència         |      | −1,17% |